# Rudnia-Zamysłowyćka
Rudnia-Zamysłowyćka (ukr. Рудня-Замисловицька) – wieś na Ukrainie, w obwodzie żytomierskim, w rejonie olewskim, nad Perhą. W 2001 roku liczyła 93 mieszkańców.